# Siphiwe Nyanda
Siphiwe Nyanda (né le 22 mai 1950 à Soweto en Afrique du Sud) est un homme politique et militaire sud-africain, membre d'Umkhonto we Sizwe (1974-1994), membre du congrès national africain (ANC), général en chef des forces de défense sud-africaines (1998-2005) et ministre de la communication de 2009 à 2010 dans le gouvernement de Jacob Zuma. En décembre 2010, il est nommé conseiller parlementaire du président Zuma.

## Biographie
Exclu de l'université de Zululand pour cause d'activisme politique, Siphiwe Nyanda rejoint, en 1974, Umkhonto we Sizwe (MK), la branche militaire de l'ANC. Il reçoit un entrainement militaire en république démocratique allemande (RDA) et en URSS. Après avoir été chef des opérations urbaines (1977-1979), Nyanda devient durant les années 1980 un des chefs militaires et un responsable de la lutte armée contre le gouvernement sud-africain et le système d'apartheid, responsable notamment des opérations dans l'Eastern Transvaal et aux frontières du Swaziland. Il devient chef d'état major de MK en 1992 et membre du conseil exécutif de transition en 1994.
Après la victoire de l'ANC aux élections d'avril 1994 et l'arrivée au pouvoir de Nelson Mandela, Siphiwe Nyanda est transféré au sein des forces armées sud-africaines (South African Defence Force) dans laquelle les forces de MK sont intégrées. Il suit alors un entrainement complémentaire académique au sein des écoles de l'armée sud-africaine. Nyanda est successivement chef de l'état major de défense (1994-1996), officier général du commandement de la province de Gauteng (1996-1997), chef-adjoint des Forces de défense d’Afrique du Sud - SANDF- (1997-1998). Le 1er juin 1998, le général Siphiwe Nyanda succède au général Georg Meiring à la tête des forces armées sud-africaines. Il exercera ces responsabilités jusqu'en 2005.
Possédant de nombreux intérêts financiers dans les médias, les communications et les technologies et disposant de nombreux réseaux au sein de l'armée, des forces de sécurité et des services secrets, Nyanda joue un rôle important dans la marche triomphale de Jacob Zuma vers la présidence de la république sud-africaine.
En mai 2009, il est nommé ministre des communications dans le gouvernement de Jacob Zuma. Il tombe ensuite en disgrâce à cause de son rapprochement avec Tokyo Sexwale, ministre des implantations humaines et candidat potentiel à la présidence sud-africaine.
En novembre 2010, il est limogé du gouvernement pour avoir notamment refusé d'appuyer les frères Gupta, des alliés de Zuma, lors de leur demande d'octroi d'une nouvelle chaine de télévision. Le groupe des frères Gupta possède des intérêts dans le secteur immobilier, l'aviation, la presse et les mines. Plusieurs enfants de Jacob Zuma tel que Duduzane Zuma ont rejoint les conseils des entreprises Gupta.
Conscient de ses capacités de nuisance, notamment si Sexwale se présente contre lui, Zuma propose alors à Nyanda de devenir son conseiller parlementaire.